# ÖVT – Verband österr. Versicherungstreuhänder und Mediatoren in Versicherungsang.
1. WEITERLEITUNG ÖVT – Verband österreichischer Versicherungstreuhänder und Mediatoren in Versicherungsangelegenheiten